# Garcinia loureiroi
Garcinia loureiroi är en tvåhjärtbladig växtart som beskrevs av Jean Baptiste Louis Pierre. Garcinia loureiroi ingår i släktet Garcinia och familjen Clusiaceae. Inga underarter finns listade i Catalogue of Life.